# HD 97138
HD 97138，又名BD+69 602，SAO 15431、HR 4340，是一颗恒星，视星等为6.4，位于銀經135.92，銀緯46.27，其B1900.0坐标为赤經11h 5m 48s，赤緯+68° 46.27′ 53″。